# Johann Passler
Johann Passler (Anterselva, 18 de agosto de 1961) es un deportista italiano que compitió en biatlón.
Participó en los Juegos Olímpicos de Calgary 1988, obteniendo dos medallas de bronce: en las pruebas individual y de relevos. Ganó cuatro medallas en el Campeonato Mundial de Biatlón entre los años 1985 y 1993.

## Palmarés internacional
| Juegos Olímpicos   | Juegos Olímpicos    | Juegos Olímpicos  | Juegos Olímpicos |
| Año                | Lugar               | Medalla           | Prueba           |
| ------------------ | ------------------- | ----------------- | ---------------- |
| 1988               | Calgary (Canadá)    | Medalla de bronce | Individual       |
| 1988               | Calgary (Canadá)    | Medalla de bronce | Relevos          |
| Campeonato Mundial |                     |                   |                  |
| Año                | Lugar               | Medalla           | Prueba           |
| 1985               | Ruhpolding (RFA)    | Medalla de bronce | Velocidad        |
| 1986               | Oslo (Noruega)      | Medalla de bronce | Relevos          |
| 1990               | Oslo (Noruega)      | Medalla de oro    | Relevos          |
| 1993               | Borovets (Bulgaria) | Medalla de oro    | Relevos          |